# (16132) Angelakim
(16132) Angelakim est un astéroïde de la ceinture principale.

## Description
(16132) Angelakim est un astéroïde de la ceinture principale. Il fut découvert le 7 décembre 1999 à Socorro (Nouveau-Mexique) par le projet LINEAR. Il présente une orbite caractérisée par un demi-grand axe de 2,43 UA, une excentricité de 0,14 et une inclinaison de 1,7° par rapport à l'écliptique.

## Compléments